# José de Abreu (ator)
José Pereira de Abreu Júnior (Santa Rita do Passa Quatro, 24 de maio de 1946) é um ator brasileiro.

## Biografia e carreira
Descendente de italianos, José de Abreu nasceu em Santa Rita do Passa Quatro, no interior de São Paulo, em 24 de maio de 1946. Com quatorze anos mudou-se para a capital paulista e começou a trabalhar como assistente de laboratório e office-boy em um escritório de advocacia.
Começou na dramaturgia no Teatro da Universidade Católica (TUCA), em São Paulo, com a peça Morte e Vida Severina, de João Cabral de Melo Neto e Chico Buarque, em 1967. Ao mesmo tempo, cursava Direito na Pontifícia Universidade Católica de São Paulo (PUC-SP). Um ano depois ele estava nos palcos e nas telas de cinema como profissional. Mas sua carreira teve que ser bruscamente interrompida por causa de sua militância política. Abreu foi preso em congresso da União Nacional dos Estudantes (UNE), pertenceu à Ação Popular e deu "apoio logístico" à VAR-Palmares (Vanguarda Armada Revolucionária), um grupo de esquerda que combatia com ações armadas o regime militar. Na mesma época, também participou do movimento hippie.
Obrigado a se exilar na Europa em 1968,[carece de fontes?] retornou em 1974, indo morar em Pelotas, no Rio Grande do Sul, terra natal de sua então mulher, a atriz e professora de teatro Nara Keiserman. Ambos deram aulas na universidade federal da cidade, mas logo se mudaram para Porto Alegre, onde ele produziu shows musicais e encenou peças infantis. É dele, junto com Nara, a primeira montagem no Rio Grande do Sul de Os Saltimbancos, de Chico Buarque. Com o sucesso do filme A Intrusa, filmado em Uruguaiana, começou a fazer telenovelas na Rede Globo. Em 2004 interpretou o misterioso Josivaldo na telenovela Senhora do Destino. Em 2006 juntou-se ao diretor Luiz Arthur Nunes para criar Fala, Zé!, monólogo teatral em que passava sua geração a limpo, cruzando biografia e ficção. Ainda neste ano causou polêmica durante a campanha presidencial ao pedir, num encontro político, palmas para o deputado cassado José Dirceu que, aliás, não estava presente.
Em 2011 viveu Milton em Insensato Coração e, em 2012, o personagem Nilo em Avenida Brasil. Em 2013 interpretou o vilão Ernest Hauser em Joia Rara mas, no meio da trama, deixou de ser o vilão principal para ser do bem. No mesmo ano interpretou o contrabandista Gerôncio Durão em O Dentista Mascarado. Em 2014 interpretou Bernardo Rezende em O Rebu. Em 2015 interpretou o industrial Gibson Stewart, o grande vilão em A Regra do Jogo. Em 2018 interpretou o baiano Dodô, patriarca da família Falcão em Segundo Sol. No ano seguinte interpretou o empresário Otávio em A Dona do Pedaço; seu personagem popularizou os termos sugar baby e sugar daddy (homem rico e mais velho que sustenta mulher mais jovem em troca de sexo).
No início de junho de 2020 o ator revelou que não havia renovado o contrato com a Rede Globo, depois de quarenta anos na emissora. O ator revelou também que o contrato antigo ainda teria validade até o final daquele mês e que havia firmado um novo contrato, passando a trabalhar por obra na emissora. A Globo confirmou o acordo e declarou que a alteração foi na relação trabalhista e Abreu poderia no futuro ser escalado para uma nova obra.

## Vida pessoal

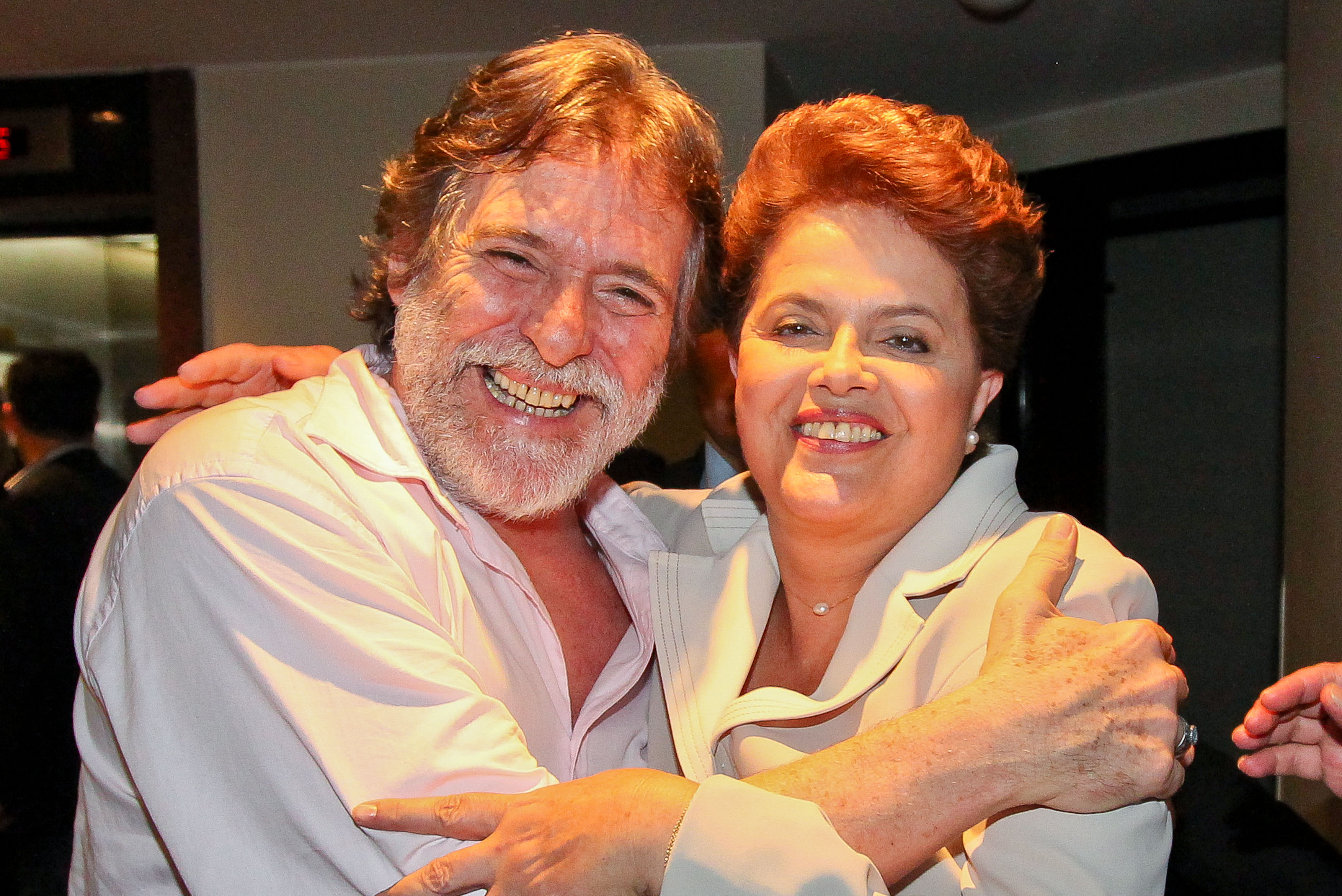
Abreu com a então candidata à Presidência da República Dilma Rousseff (2010)

Em 1970 nasceu seu primeiro filho, Rodrigo, fruto da união com a advogada Neuza Serroni. O rapaz faleceu em 1992, aos 21 anos, ao cair da janela de seu apartamento no Rio de Janeiro, em que morava com o pai. Foi casado com a diretora teatral Nara Keiserman entre 1974 e 1990, com quem teve três filhos: Theo (1976), Ana (1977) e Cristiano (1984). Em 2000 teve um quinto filho, Bernardo, fruto do seu relacionamento com Andrea Pontual. Entre 2015 e 2016, foi casado com a cineasta Priscila Petit. Namora desde 2019 com a maquiadora Carolynne Junger.
Em 2013 alegou ser bissexual, mas depois desmentiu afirmando que "tudo não havia passado de uma maneira de provocar uma grande discussão sobre o assunto", e depois se declarou poli. José de Abreu é torcedor do Flamengo.

#### Posições políticas
É filiado e apoiador do Partido dos Trabalhadores desde 2013, declarando-se ser da esquerda. Engajado no ativismo político por redes sociais, o ator por vezes critica personalidades ligadas à direita e ao governo Jair Bolsonaro.

## Controvérsias
Em 22 de abril de 2016 envolveu-se numa polêmica ao cuspir num casal num restaurante japonês de São Paulo, durante uma discussão que, segundo o ator, teria começado após ele ter sido ofendido pelo casal em função de seu apoio ao Partido dos Trabalhadores. O incidente foi gravado em vídeo e amplamente divulgado na Internet. Na ocasião afirmou nunca ter recebido dinheiro via Lei Rouanet. Em novembro do mesmo ano foi acusado pelo Ministério da Cultura de não ter prestado contas de 300 mil reais captados para a turnê do espetáculo Fala, Zé pela região sudeste. O ator se defendeu, afirmando que o Ministério da Cultura não cobrou dívida alguma dele, pois foi apenas um ator no projeto, cuja captação de recursos foi feita por uma de suas ex-esposas.
Em maio de 2016 trocou ofensas com o então ator e depois deputado federal Alexandre Frota, que havia no mês anterior protocolado um pedido de impeachment contra a então presidente Dilma Rousseff. Com a atriz Regina Duarte, que se declarou apoiadora do Partido Social Liberal (PSL) e do presidente Bolsonaro, a troca de farpas nas redes sociais ocorreu em janeiro de 2019. No mês seguinte, em um ato de oposição ao governo, inspirado pela autoproclamação de Juan Guaidó à presidência da Venezuela, Abreu, em tom jocoso, autoproclamou-se também "Presidente do Brasil" por meio do Twitter.
No dia 18 de setembro de 2021, o ator retuitou um post de um usuário dizendo que "socaria a deputada Tabata Amaral até ser preso", por suas posições políticas centristas. José de Abreu foi duramente criticado pela comunidade por endossar a violência contra a mulher em seu perfil no Twitter.

## Filmografia

### Televisão
| Ano  | Título                             | Personagem                          | Notas                                    |
| ---- | ---------------------------------- | ----------------------------------- | ---------------------------------------- |
| 1980 | As Três Marias                     | Leonel                              |                                          |
| 1981 | Sítio do Picapau Amarelo           | Pai da Rapunzel                     | Episódio: "Rapunzel"                     |
| 1981 | Terras do Sem-Fim                  | Pepe                                |                                          |
| 1982 | Caso Verdade                       | Márcio                              | Episódio: "Erro Médico"                  |
| 1983 | Caso Verdade                       | Dr. Fernando                        | Episódio: "Disque CVV para Viver"        |
| 1983 | Parabéns pra Você                  | Médico do Zequinha                  | Episódio: "4 de março"                   |
| 1984 | Transas e Caretas                  | Renato Bastos de Sousa              |                                          |
| 1984 | Anarquistas, Graças a Deus         | Angelim                             |                                          |
| 1984 | Sítio do Picapau Amarelo           | Barba Azul                          | Episódio: "Barba Azul, o Cara de Coruja" |
| 1984 | Caso Verdade                       | Jonathan Félix                      | Episódio: "Esperança"                    |
| 1984 | Corpo a Corpo                      | Victor                              |                                          |
| 1985 | O Tempo e o Vento                  | Juvenal Terra                       |                                          |
| 1985 | Ti Ti Ti                           | Francisco da Silva (Chico)          |                                          |
| 1986 | Anos Dourados                      | Aluísio Dornelles (Major Dornelles) |                                          |
| 1986 | Roda de Fogo                       | Adauto (participação especial)      |                                          |
| 1987 | O Outro                            | Genésio                             |                                          |
| 1988 | Bebê a Bordo                       | Antônio Barbirotto (Tonhão)         |                                          |
| 1988 | O Primo Basílio                    | Julião Zuzarte                      |                                          |
| 1989 | Kananga do Japão                   | Getúlio Vargas                      | Episódio: "19 de julho"                  |
| 1989 | Tieta                              | Mascate                             | Episódios: "14–15 de agosto"             |
| 1990 | Pantanal                           | Gustavo                             |                                          |
| 1990 | O Canto das Sereias                | Ulisses                             |                                          |
| 1991 | A História de Ana Raio e Zé Trovão | Investigador Roberto Dantas         |                                          |
| 1991 | Na Rede de Intrigas                | Artur Simões Filho                  |                                          |
| 1991 | Amazônia                           | Ryan Molina / Marcelo Loureiro      |                                          |
| 1993 | Cupido Electrónico                 | Betinho                             |                                          |
| 1993 | Renascer                           | Detetive Egberto Ramos              |                                          |
| 1993 | Sonho Meu                          | Geraldo Vieira                      |                                          |
| 1995 | História de Amor                   | Daniel Veloso                       |                                          |
| 1997 | A Indomada                         | Delegado Motinha                    |                                          |
| 1997 | Sai de Baixo                       | Brigadeiro Sayão                    | Episódio: "O Laquê Diabólico"            |
| 1998 | Corpo Dourado                      | Renato Barbosa Camargo              |                                          |
| 1999 | Força de um Desejo                 | Gonçalo Pereira                     |                                          |
| 2000 | A Muralha                          | Inquisidor Samuel Mor               | Episódio: "5 de janeiro"                 |
| 2000 | Vila Madalena                      | Viriato Moraes da Silva             | Episódios: "3–5 de maio"                 |
| 2001 | Os Maias                           | Steve Chandler                      |                                          |
| 2001 | Porto dos Milagres                 | Eriberto Pereira                    |                                          |
| 2002 | Desejos de Mulher                  | Bruno Vargas                        |                                          |
| 2003 | A Casa das Sete Mulheres           | Onofre Pires                        |                                          |
| 2003 | Malhação                           | Paulo Viana                         | Temporada 10                             |
| 2004 | Senhora do Destino                 | Josivaldo da Silva                  |                                          |
| 2005 | Sob Nova Direção                   | Norberto                            | Episódio: "A Escola Sem Fim"             |
| 2005 | Sítio do Picapau Amarelo           | Matozinho                           |                                          |
| 2006 | JK                                 | Carlos Lacerda                      |                                          |
| 2007 | Amazônia, de Galvez a Chico Mendes | Coronel Firmino Rocha               |                                          |
| 2007 | Desejo Proibido                    | Francisco Fernandes (Chico)         |                                          |
| 2009 | Caminho das Índias                 | Pandit Hakim                        |                                          |
| 2009 | Malhação ID                        | Professor Livramento                |                                          |
| 2011 | Insensato Coração                  | Milton Castellani                   |                                          |
| 2012 | Avenida Brasil                     | Nilo Oliveira                       |                                          |
| 2013 | O Dentista Mascarado               | Gerônico                            | Episódio: "10 de maio"                   |
| 2013 | Joia Rara                          | Ernest Hauser                       |                                          |
| 2014 | O Rebu                             | Bernardo Rezende                    |                                          |
| 2015 | A Regra do Jogo                    | Gibson Stewart                      |                                          |
| 2017 | Os Dias Eram Assim                 | Ernesto Duarte                      |                                          |
| 2017 | Cidade Proibida                    | Dr. Bezerra Assunção                | Episódio: "Paula"                        |
| 2018 | Segundo Sol                        | Domício Falcão (Dodô)               |                                          |
| 2019 | A Dona do Pedaço                   | Otávio Guedes                       |                                          |
| 2021 | Um Lugar ao Sol                    | Santiago Assunção                   |                                          |
| 2022 | Mar do Sertão                      | Coronel Tertúlio Aguiar             |                                          |
| 2022 | Abandonados                        | Padre Serra                         |                                          |
| 2024 | Volta por Cima                     | Rodolfo Barros                      |                                          |
| 2025 | Guerreiros do Sol                  | Coronel Elói Bandeira               |                                          |

### Cinema
| Ano  | Título                     | Personagem                        |
| ---- | -------------------------- | --------------------------------- |
| 1968 | Anuska, Manequim e Mulher  | Homem no bote                     |
| 1979 | A Intrusa                  | Janilson                          |
| 1982 | Os Campeões                | Carlos                            |
| 1982 | Luz del Fuego              | Daniel                            |
| 1986 | Anjos do Arrabalde         | Soares                            |
| 1986 | Fulaninha                  | Jardel                            |
| 1987 | Rádio Pirata               | Júnior                            |
| 1987 | Luzia Homem                | Raulino                           |
| 1987 | O Mentiroso                | Dias                              |
| 1989 | Faca de Dois Gumes         | Fontana                           |
| 1988 | O Casamento dos Trapalhões | Expedito                          |
| 1988 | Mistério no Colégio Brasil | Barbacena                         |
| 1991 | Manobra Radical            | Carlos                            |
| 1992 | Oswaldianas                |                                   |
| 1994 | Lamarca                    | Major Ives                        |
| 1996 | Doces Poderes              | Ronaldo Cavalcanti                |
| 1996 | O Guarani                  | Loredano                          |
| 1997 | O Cineasta da Selva        |                                   |
| 1998 | Guerra de Canudos          | Arthur Oscar de Andrade Guimarães |
| 1999 | Mauá: O Imperador e o Rei  | Juiz                              |
| 2003 | O Preço da Paz             | Cezário                           |
| 2007 | Podecrer!                  | Pai da Carol                      |
| 2008 | Vingança                   | Adão Ramalho                      |
| 2008 | Dias e Noites              | Aires de Lucena                   |
| 2009 | Bela Noite para Voar       | Juscelino Kubitschek              |
| 2009 | O Menino da Porteira       | Major Batista                     |
| 2010 | Topografia de um Desnudo   | Cabo Lucas                        |
| 2012 | E Aí... Comeu?             | Marrone Sousa                     |
| 2012 | Meu Pé de Laranja Lima     | Manoel Valadares (Portuga)        |
| 2012 | Um Homem Qualquer          | Delegado                          |
| 2013 | O Tempo e o Vento          | Ricardo Amaral                    |
| 2018 | Antes que Eu me Esqueça    | Polidoro                          |

## Prêmios e indicações
| Ano  | Prêmio                             | Categoria                 | Nomeações                | Resultado |
| ---- | ---------------------------------- | ------------------------- | ------------------------ | --------- |
| 1980 | Festival de Cinema de Gramado      | Melhor Ator               | A Intrusa                | Venceu    |
| 2003 | Prêmio Arte Qualidade Brasil - SP  | Melhor Ator Coadjuvante   | A Casa das Sete Mulheres | Indicado  |
| 2003 | Prêmio Arte Qualidade Brasil - RJ  | Melhor Ator Coadjuvante   | A Casa das Sete Mulheres | Indicado  |
| 2003 | Prêmio Contigo! de TV              | Melhor Vilão              | Desejos de Mulher        | Indicado  |
| 2005 | Prêmio Arte Qualidade Brasil - SP  | Melhor Ator Coadjuvante   | Senhora do Destino       | Indicado  |
| 2005 | Prêmio Arte Qualidade Brasil - RJ  | Melhor Ator Coadjuvante   | Senhora do Destino       | Indicado  |
| 2012 | Melhores do Ano                    | Melhor Ator Coadjuvante   | Avenida Brasil           | Indicado  |
| 2012 | Prêmio Extra de Televisão          | Melhor Ator Coadjuvante   | Avenida Brasil           | Venceu    |
| 2012 | Prêmio Quem de Televisão           | Melhor Ator Coadjuvante   | Avenida Brasil           | Indicado  |
| 2012 | Prêmio APCA de Televisão           | Melhor Ator               | Avenida Brasil           | Venceu    |
| 2013 | Prêmio Contigo! de TV              | Melhor Ator Coadjuvante   | Avenida Brasil           | Venceu    |
| 2019 | Golden Rooster Awards              | Melhor Ator Internacional | Antes que Eu me Esqueça  | Venceu    |
| 2019 | Jaipur International Film Festival | Melhor Ator               | Antes que Eu me Esqueça  | Venceu    |